# Melanella eulimoides
Melanella eulimoides är en snäckart som först beskrevs av C. B. Adams 1850.  Melanella eulimoides ingår i släktet Melanella och familjen Eulimidae. Inga underarter finns listade i Catalogue of Life.